# Chaekgye
Chaekgye (kor. 책계왕, chiń. trad. 責稽王; zm. 298) – król Baekje, jednego z Trzech Królestw Korei, panujący w latach 286–298.

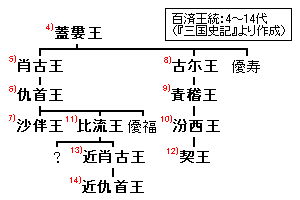
Genealogia królów Baekje zh

Syn poprzedniego króla Goi. Jak podaje Samguk sagi, „był wysoki, zdecydowany i mężny”, ożenił się z Chinką z Daifang.
Kroniki zawierają niewiele szczegółów z jego panowania. W 287 roku odwiedził chram Dongmyeonga (założyciela Goguryeo, będącego też protoplastą dynastii rządzącej w Baekje). Ufortyfikował twierdze Ach’asŏng i Sasŏng (w obrębie dzisiejszego Seulu) obawiając się rosnącego w siłę Goguryeo.
W 298 zmarł od rany odniesionej w boju z oddziałem chińskich żołnierzy (漢軍) wspomaganym przez ludzi Maek (貊人). Jego następcą został Bunseo.